# Пейн, Надин
Надин Мари Пейн (англ. Nadeen Marie Payne; родилась 7 июня 1993 года, Таунсвилл, штат Квинсленд, Австралия) — австралийская профессиональная баскетболистка, которая выступала в женской национальной баскетбольной лиге. Играла на позиции тяжёлого форварда и центровой.
В составе национальной сборной Австралии принимала участие на чемпионате мира среди девушек до 17 лет 2010 года во Франции и чемпионате мира среди девушек до 19 лет 2011 года в Чили.

## Ранние годы
Надин Пейн родилась 7 июня 1993 года в городе Таунсвилл (штат Квинсленд).